# Asaru
Asaru ist eine sumerische Gottheit. Er gehört in der sumerischen Mythologie zu den Anunna.
Als Fruchtbarkeitsgott lässt er Früchte an wüsten Orten wachsen und ist der Beschützer der Gaben. Er wurde verehrt als der, der Wissen von allen Pflanzen und Bäumen hat.  
In späterer, babylonischer Zeit wurde der Name und die Funktion Asarus auf Marduk übertragen. Von da an war es einer der 50 Namen des Marduk.